# 마테우스 트린다지
마테우스 트린다지 곤사우베스(포르투갈어: Matheus Trindade Gonçalves, 1996년 3월 6일 )는 브라질의 축구 선수로 포지션은 수비형 미드필더, 중앙 미드필더, 공격형 미드필더이며 현재 파이산두에서 뛰고있다. K리그 등록명은 트린다지였다.